# Томиленко, Василий
Василий Томиленко (укр. Василь Томиленко; умер 1638) — один из предводителей запорожского казачества, гетман Украины в 1636—1637 годах.

## Биография
Место и год рождения Василия Томиленко неизвестны.
Участник войны 1632-1634 годов между Речью Посполитой и Московским государством.
Был старшим над реестровыми казаками.
Гетманом украинских казаков стал после казни Ивана Сулимы.
В конце 1636 года был избран на руководство реестровым войском. С начала восстания под руководством Павла Павлюка (1637) Томиленко принял сторону повстанцев. Во время обороны Боровицы он был схвачен и выдан полякам.
По решению польского сейма после пыток Томиленко был казнен в Варшаве в 1638 году.
После Томиленко казаки выбрали гетманом Савву Кононовича.